# Грейт-Сентрал (озеро)
Грейт-Сентрал (англ. Great Central Lake) — озеро, расположенное на острове Ванкувер в провинции Британская Колумбия, Канада.

## География
Одно из средних озёр Канады — общая площадь равна 51 км². Лежит на высоте 82 метра над уровнем моря. Объём воды — 6,324 км³. Площадь водосборного бассейна — 308 км². Средняя глубина озера равна 124 метрам, максимальная — до 294 метров, по этому показателю озеро является вторым на острове. Имеет вытянутую форму, длина составляет примерно 45 километров. Западный конец озера находится на территории огромного провинциального парка Страткона.

## Климат
Климат умеренный, мягкий — прохладный и влажный зимой, тёплый и сухой летом. Средняя температура января 0,8 °C, средняя температура июля и августа 17,7 °C. Осадки: в декабре выпадает 352 мм осадков, в июле — 38 мм, среднегодовое количество осадков — 2019 мм. Не замерзает. Температура воды у поверхности в феврале 4,1 °C, в июле 20,8 °C.

## Флора и фауна
В середине 50-х годов XX века уровень воды в озере был поднят путём строительства плотины на реке Стамп. В тот же период стал развиваться проект по разведению в озере лососёвых, в основном красной нерки (Oncorhynchus nerka). Помимо красной нерки в озере также обитает мальма (Salvelinus malma) и форель, являющиеся объектом спортивного и любительского рыболовства. В бассейне реки растут хвойные леса, основные виды деревьев — псевдотсуга (Pseudotsuga menziesii), тсуга западная (Tsuga heterophylla), туя складчатая (Thuja plicata).